# Elymnias dulcibella
Elymnias dulcibella är en fjärilsart som beskrevs av Hans Fruhstorfer 1907. Elymnias dulcibella ingår i släktet Elymnias och familjen praktfjärilar. Inga underarter finns listade i Catalogue of Life.